# Mironim
Mironim (biał. Міронім; ros. Мироним) – wieś na Białorusi, w obwodzie brzeskim, w rejonie iwacewickim, w sielsowiecie Byteń, przy drodze magistralnej . 
Znajduje się tu zabytkowa parafialna cerkiew prawosławna pw. Przemienienia Pańskiego.
W dwudziestoleciu międzywojennym miejscowość leżała w Polsce, w województwie nowogródzkim, w powiecie słonimskim, w gminie Byteń. Po II wojnie światowej w granicach Związku Sowieckiego. Od 1991 w niepodległej Białorusi.